# Harrow Peaks
Die Harrow Peaks sind eine Gruppe schroffer Berge an der Borchgrevink-Küste des ostantarktischen Viktorialands. Im östlichen Teil der Random Hills überragen sie den nordwestlichen Ausläufer der Wood Bay und werden nach Norden durch den Clausnitzer-Gletscher sowie nach Osten durch den Tinker-Gletscher begrenzt.
Der United States Geological Survey kartierte sie anhand eigener Vermessungen und Luftaufnahmen der United States Navy aus den Jahren von 1955 bis 1963. Das Advisory Committee on Antarctic Names benannte sie 1968 nach dem US-amerikanischen Biologen Geoffrey N. Harrow, der von 1965 bis 1966 auf der McMurdo-Station tätig war.
Die Harrow Peaks sind Typlokalität des seltenen Minerals Ferri-Kaersutit.